# عبدالله بن کامل شاکری
عبدالله بن کامل شاکری (ح.۶۳۹ میلادی - ۶۸۶ میلادی) بر اساس منابع اسلامی از فرماندهان سپاه مختار ثقفی و قاتل برخی از لشکریان عمر بن سعد از جمله خولی بن یزید اصبحی، حکیم بن طفیل طایی و زید بن رقاد جنبی، بود.

## زندگی
بر اساس گفتهٔ منابع اسلامی او در ابتدا یک شترچران در حومه شهر کوفه بود که در سال ۶۰ هجری با مختار ثقفی آشنا شد و با او برای انتقام از قاتلین حسین بن علی همراه شد. بن کامل در نبرد عین الورده در سپاه توابین بود سپس دوباره به قیام مختار پیوست و رئیس شهربانی کوفه  شد، او از افراد مورد اعتماد مختار ثقفی بود، بعد از آن به فرماندهی احمر بن شمیط راهی جنگ با سپاهیان آل زبیر شد. در جنگ مذار ضربه سنگینی به سپاه زبیری زد او ابتدا لشکریان دشمن به فرماندهی مهلب بن ابی‌صفره و عباد بن حصین را شکست داد، روز بعد پس از کشتن تعداد زیادی از سربازان دشمن در حالی که اکثر سربازان فرار کرده بودند و فقط گروهی از یمنی‌ها کنار او مانده بودند تا آخر جنگید و کشته شد. کشته شدن او تاثیر زیادی بر سپاه کوفه و سقوط حکومت مختار داشت.